# メトラリンドール
メトラリンドール(Metralindole)は、ロシアで抗うつ薬として開発、使用された可逆性モノアミン酸化酵素A阻害薬(RIMA)である。構造的、また薬理的にピルリンドールと関連している。